# (5374) Hokutosei
(5374) Hokutosei es un asteroide perteneciente al cinturón de asteroides, descubierto el 4 de enero de 1989 por Masayuki Yanai y el astrónomo Kazuro Watanabe desde el Observatorio de Kitami, Hokkaidō, Japón.

## Designación y nombre
Designado provisionalmente como 1989 AM1. Fue nombrado Hokutosei en homenaje al tren de lujo japonés Hokutosei, o 'Big Dipper', conecta a Sapporo y Tokio, a una distancia de 1000 km en 16 horas. El tren pasa por Seikan, uno de los túneles más largo del mundo.

## Características orbitales
Hokutosei está situado a una distancia media del Sol de 3,172 ua, pudiendo alejarse hasta 3,481 ua y acercarse hasta 2,863 ua. Su excentricidad es 0,097 y la inclinación orbital 12,28 grados. Emplea 2063,83 días en completar una órbita alrededor del Sol.

## Características físicas
La magnitud absoluta de Hokutosei es 11,5. Tiene 38,657 km de diámetro y su albedo se estima en 0,036. 